# Muziektent (Gouda)

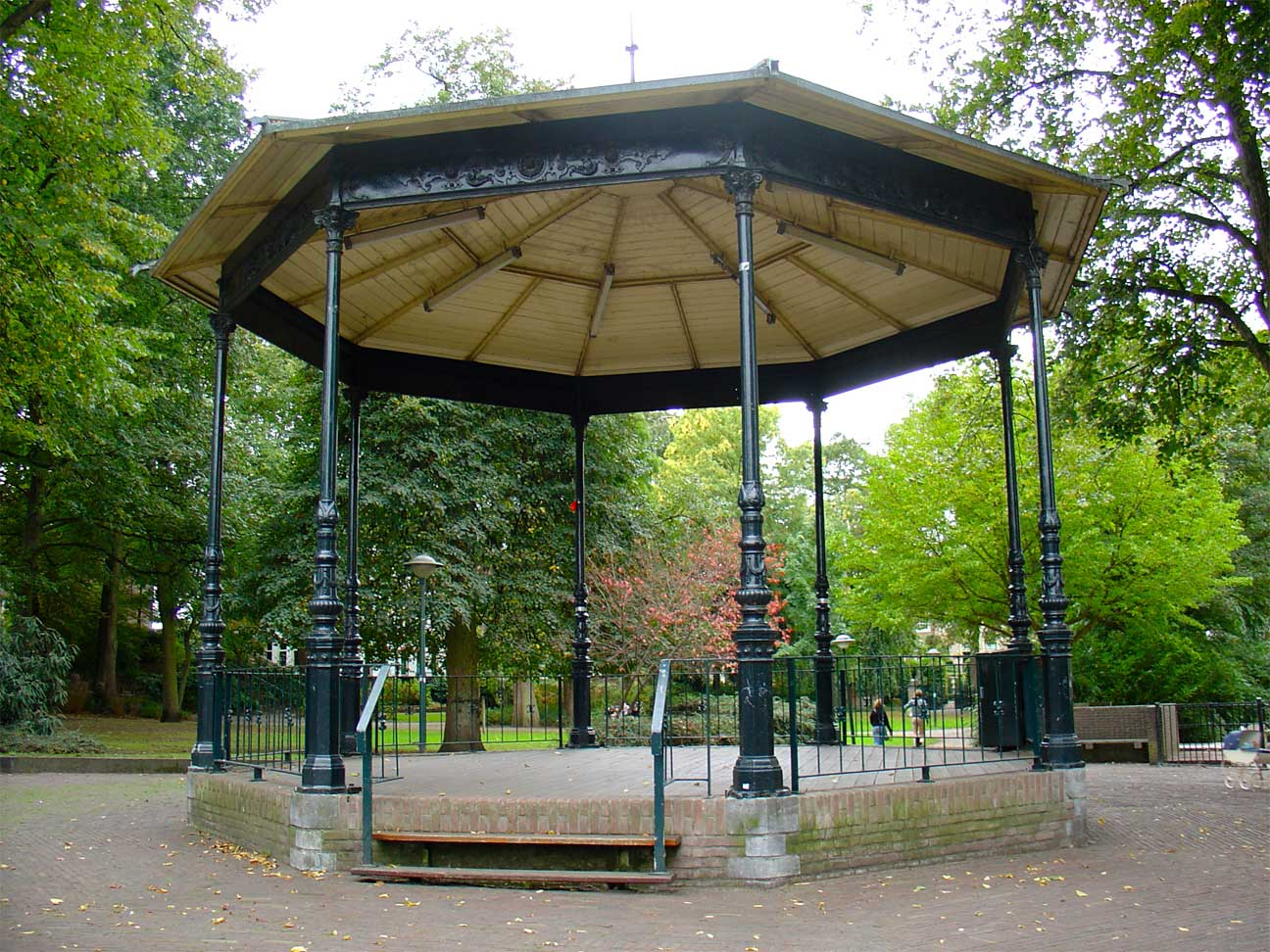
De muziektent in het Houtmansplantsoen

De muziektent aan het Houtmansplantsoen in Gouda is een monumentaal gebouw gemaakt op het einde van de 19e eeuw.

## Geschiedenis

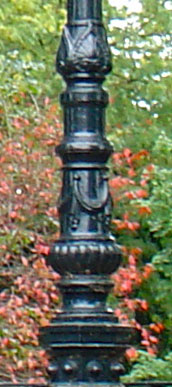
Versierde gietijzeren stijl van de muziektent (detail)

Door de uitbreiding van het Houtmansplantsoen in de tweede helft van de 19e eeuw ontstond er ruimte voor het organiseren van culturele evenementen in het park. Dit idee paste binnen het concept van die tijd van het stadspark als plaats waar de moderne stadsmens tot rust kon komen en als plek waar het geestelijk leven tot bloei gebracht kon worden. De in de negentiger jaren van de 19e eeuw gebouwde muziektent is daar het tastbare resultaat van. Het gebouw is tevens een weerspiegeling van de mogelijkheden van de industriële vormgeving in de tweede helft van de 19e eeuw. De muziektent, volgens het ontwerp uit 1893 Pavillon de Gouda genoemd, werd vormgeven in de zogenaamde Neo-Hollandse Renaissancestijl. De acht kolommen van het gebouw zijn voorzien van decoratieve ornamenten (zie afbeelding).
De opening van de muziektent vond plaats ter gelegenheid van de inhuldiging van koningin Wilhelmina op 31 augustus 1898. Het gebouw heeft door de jaren heen dienstgedaan als podium voor openluchtconcerten. In 1984 werd het gebouw gerenoveerd. De renovatie werd uitgevoerd door leerlingen van een Lagere technische school.
Het gebouw is erkend als rijksmonument.